# Jean Fleury (jésuite)
Pour les articles homonymes, voir Jean Fleury (homonymie) et Fleury.
Jean-Marie Fleury, né le 21 février 1905 à La Selle-en-Luitré (Ille-et-Vilaine) et mort le 4 décembre 1982 à Pau (Pyrénées-Atlantiques), est un prêtre jésuite français. Aumônier des gitans et membre de la Résistance. Il contribua à sauver gitans et juifs de Poitiers durant la Seconde Guerre mondiale. Le gouvernement d'Israël le déclara « Juste parmi les Nations » en 1964, il fut ainsi le premier reconnu comme tel en France.

## Biographie
Jean-Marie Fleury naît en 1905 à La Selle-en-Luitré (Ille-et-Vilaine) dans une famille modeste. Il entre au noviciat des Pères Jésuites le 17 novembre 1925 et est ordonné prêtre le 10 juillet 1938, à Lyon.
Le père Fleury est affecté à Poitiers où il reste 41 ans. En 1941, il est nommé professeur de latin pour l’école apostolique des Jésuites (rue des Carmes à Poitiers). En mai 1942, il est aussi nommé aumônier du camp de gitans de la route de Limoges où il se rend trois fois par semaine. Il donne le catéchisme aux enfants et jeunes gens, prépare une cinquantaine de confirmands, régularise les mariages et assure d'autres services pastoraux.
Bien que sans autorisation d'accès aux baraques des Juifs, il aide le rabbin Élie Bloch - également interdit d'accès et bientôt déporté - dans son soutien aux Juifs détenus. Deux cents fois, il y pénètre et parvient à en sortir de nombreux Juifs dont des enfants auxquels il fournit des faux certificats de baptême chrétien. Il recrute des familles d'accueil pour leur confier des enfants juifs, et fait passer au moins une famille en zone non occupée. 
En septembre 1943, le père Jean-Marie Fleury rejoint le mouvement de résistance « Témoignage chrétien » et diffuse dans les camps et prisons les Cahiers du Témoignage chrétien. Il est en contact avec Hélène Durand, Constance de Saint-Seine, Germaine Ribière, Hélène Marzellier, Jeanne Fayolle ainsi que d'autres amis, voisins, membres de la JEC. Ensemble, ils fabriquent des faux-papiers, cachent des familles, distribuent des journaux clandestins.
Lorsque des femmes d'obédience communiste sont internées il leur fournit des tickets de rationnement en sucre puis peu avant la Libération permet leur transfert vers un hôpital et son propre collège jésuite, ce qui leur sauve peut-être la vie. Il obtient la reddition sans combat des Allemands lors de la libération de Poitiers.
Le 11 mai 1945, à l'initiative du Commissaire de la République, il affrète trois cars de la « Société des Rapides du Poitou » pour aller chercher des déportés à Dachau et ramène ainsi le 31 mai à Poitiers cent deux « revenants ».
En 1948, il devient aumônier national des gitans, crée leur pélérinage annuel à Lourdes et participe chaque année au rassemblement de mai des Saintes-Maries-de-la-Mer où il administre les sacrements de baptême et de mariage en grand nombre.
Le père Jean-Marie Fleury meurt à Pau le 4 décembre 1982 à 77 ans.

## Hommages
- Le rabbin Joseph Bloch, père du rabbin Élie Bloch, a écrit : « Nous gardons une gratitude éternelle pour le père Fleury ; dans notre conscience, il a sa place au rang parmi les justes du genre humain »[4].
- Une rue de Poitiers (près de la route de Limoges) porte son nom[11].

## Distinction
- Le 24 mars 1964, Jean Fleury est le premier Français à qui est décerné le titre de Juste parmi les Nations[12],[13].

## Décorations
- Chevalier de la Légion d'honneur (1960). Décoration remise par Michel Debré à l'hôtel Matignon[3].
- Médaille de la Résistance par décret du 31 mars 1947[14].

## Écrits
- Les populations d'origine nomade en France, dans Prisons et Prisonniers, 1963, vol. 28